# Sant Joan Evangelista de Teulís

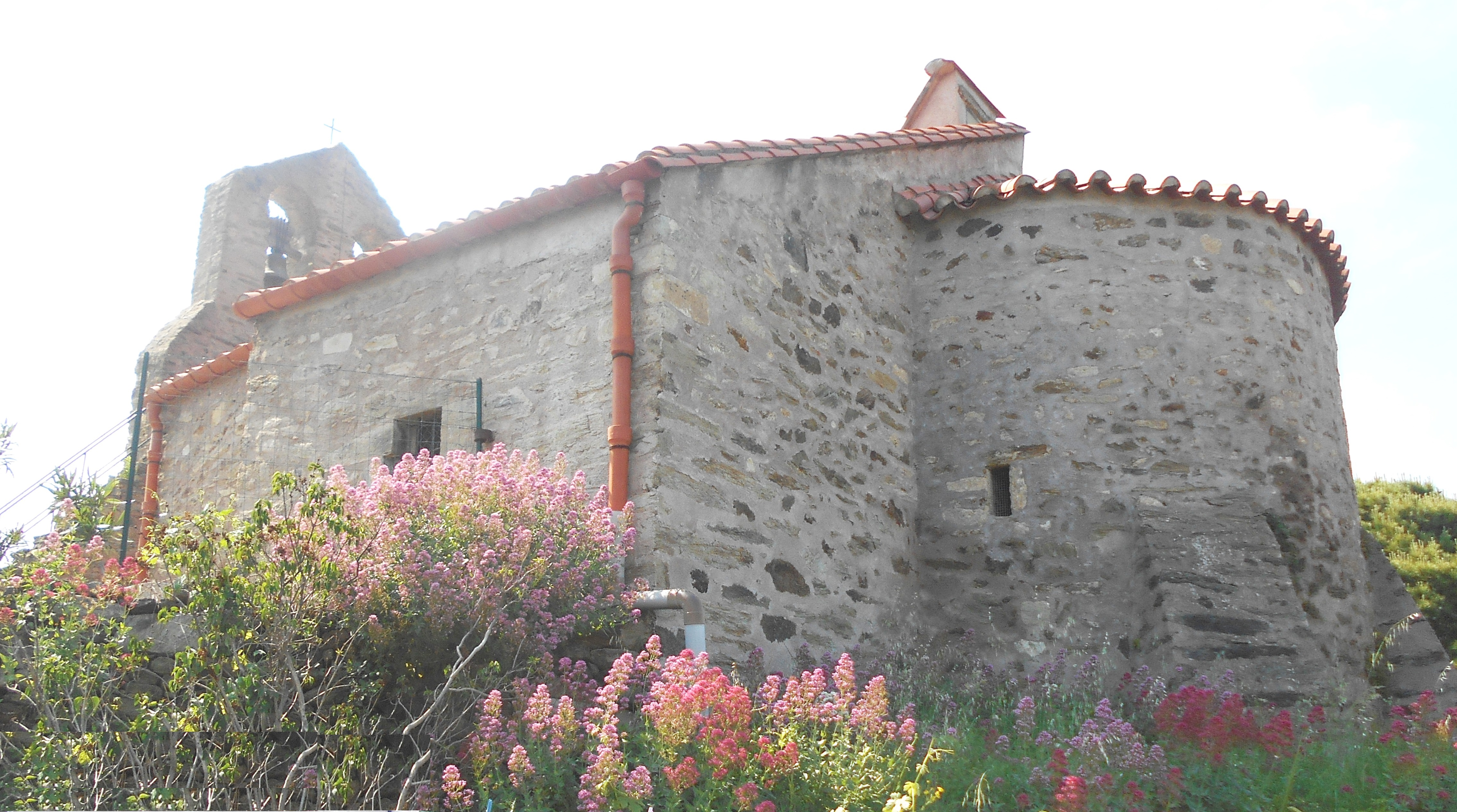
Absis i façana meridional de l'església

Sant Joan Evangelista de Teulís és l'església parroquial romànica del poble rossellonès de Teulís, a la Catalunya Nord.
És situada a l'extrem nord del petit poble de Teulís, al costat del cementiri municipal (antigament, parroquial).

## Història
Tot i que les referències documentals del lloc de Teulís es remunten fins al 853, la parròquia de Sant Joan Evangelista no apareix dins al 1271, quan l'infant Jaume cedí al vescomte de Castellnou, Guillem de Castellnou, la parròquia de Sant Joan de Teulís.

## L'edifici
Es tracta d'un modest edifici romànica de nau única, amb absis semicircular a llevant reforçat exteriorment per contraforts. El portal, a migdia, és molt senzill, sense timpà ni ornamentació escultòrica. El mur de ponent és coronat per un petit campanar d'espadanya. Tant la nau de l'església com l'arc triomfal presenten un perfil de canó llis lleument apuntat. L'absis conserva l'ara romànica. El conjunt és un edifici rústec, romànic, del segle xi, que en èpoques més tardanes va patir l'obertura de dues capelles laterals, una al nord i l'altra al sud.